# Arctia pinax
Arctia pinax är en fjärilsart som beskrevs av Smith 1957. Arctia pinax ingår i släktet Arctia och familjen björnspinnare. Inga underarter finns listade i Catalogue of Life.